# Mistrzostwa Świata w Biegach Przełajowych 2019
43. IAAF Mistrzostwa Świata w Biegach Przełajowych – zawody lekkoatletyczne, które odbyły się 30 marca 2019 roku w Aarhus, w Danii.
Miasto zostało wybrane gospodarzem imprezy przez Radę Międzynarodowego Stowarzyszenia Federacji Lekkoatletycznych (IAAF) na spotkaniu w Monako 1 grudnia 2016 roku. Na początku kontrkandydatem Aarhus do organizacji zawodów było tunezyjskie Hammamet, jednakże tylko duńskie miasto złożyło oficjalną aplikację.
Po raz drugi w historii zawodów odbyła się rywalizacja drużyn mieszanych.

## Rezultaty

### Mężczyźni
|                      | 1. miejsce                                                                      | Rezultat | 2. miejsce                                                                    | Rezultat | 3. miejsce                                                                    | Rezultat |
| Seniorzy – 10,240 km | Joshua Cheptegei                                                                | 31:40    | Jacob Kiplimo                                                                 | 31:44    | Geoffrey Kipsang                                                              | 31:55    |
| Seniorzy – Drużynowo | Uganda · Joshua Cheptegei · Jacob Kiplimo · Thomas Ayeko · Joel Ayeko           | 20 pkt.  | Kenia · Geoffrey Kipsang · Rhonex Kipruto · Richard Kimunyan · Rodgers Kwemoi | 43 pkt.  | Etiopia · Selemon Barega · Andamlak Belihu · Abdi Fufa Nigassa · Mogos Tuemay | 46 pkt.  |
| Juniorzy – 7,728 km  | Milkesa Mengesha                                                                | 23:52    | Tadese Worku                                                                  | 23:54    | Oscar Chelimo                                                                 | 23:55    |
| Juniorzy – Drużynowo | Etiopia · Milkesa Mengesha · Tadese Worku · Tsegay Kidanu · Gebregewergs Teklay | 18 pkt.  | Uganda · Oscar Chelimo · Hosea Kiplangat · Samuel Kibet · Mathew Chekwurui    | 32 pkt.  | Kenia · Leonard Bett · Edwin Bett · Samwel Masau · Charles Lokir              | 34 pkt.  |

### Kobiety
|                      | 1. miejsce                                                                       | Rezultat | 2. miejsce                                                              | Rezultat | 3. miejsce                                                                 | Rezultat |
| Seniorki – 10,240 km | Hellen Obiri                                                                     | 36:14    | Dera Dida                                                               | 36:16    | Letesenbet Gidey                                                           | 36:24    |
| Seniorki – Drużynowo | Etiopia · Dera Dida · Letesenbet Gidey · Tsehay Gemechu · Zenebu Fikadu          | 21 pkt.  | Kenia · Hellen Obiri · Beatrice Chepkoech · Eva Cherono · Deborah Samum | 25 pkt.  | Uganda · Rachael Chebet · Peruth Chemutai · Juliet Chekwel · Esther Chebet | 36 pkt.  |
| Juniorki – 5,856 km  | Beatrice Chebet                                                                  | 20:50    | Alemitu Tariku                                                          | 20:50    | Tsigie Gebreselama                                                         | 20:50    |
| Juniorki – Drużynowo | Etiopia · Alemitu Tariku · Tsigie Gebreselama · Girmawit Gebrzihair · Mizan Alem | 17 pkt.  | Kenia · Beatrice Chebet · Betty Kibet · Jackline Rotich · Lydia Lagat   | 26 pkt.  | Japonia · Ayuka Kazama · Ririka Hironaka · Chika Kosakai · Hazuki Doi      | 72 pkt.  |

### Drużyna mieszana
|                                        | 1. miejsce                                                          | Rezultat | 2. miejsce                                                                          | Rezultat | 3. miejsce                                                                     | Rezultat |
| Seniorzy – drużyna mieszana – 8,240 km | Etiopia · Kebede Endale · Bone Cheluke · Teddese Lemi · Fantu Worku | 25:49    | Maroko · Soufiane El Bakkali · Kaoutar Farkoussi · Abdalaati Iguider · Rababe Arafi | 26:22    | Kenia · Conseslus Kipruto · Jarinter Mwasya · Elijah Manangoi · Winfred Mbithe | 26:29    |

## Tabela medalowa
| Miejsce | Kraj    | Złoto | Srebro | Brąz | Razem |
| 1.      | Etiopia | 5     | 3      | 3    | 11    |
| 2.      | Kenia   | 2     | 3      | 3    | 8     |
| 3.      | Uganda  | 2     | 2      | 2    | 6     |
| 4.      | Maroko  | 0     | 1      | 0    | 1     |
| 5.      | Japonia | 0     | 0      | 1    | 1     |
| Razem   | Razem   | 9     | 9      | 9    | 27    |